# Solanopteris bismarckii
Solanopteris bismarckii là một loài thực vật có mạch trong họ Polypodiaceae. Loài này được Rauh miêu tả khoa học đầu tiên năm 1973.